# Allocareproctus ungak
Allocareproctus ungak is een  straalvinnige vissensoort uit de familie van slakdolven (Liparidae). De wetenschappelijke naam van de soort is voor het eerst geldig gepubliceerd in 2006 door Orr & Busby.